# Piangerò domani
Piangerò domani (I'll Cry Tomorrow) è un film del 1955 diretto da Daniel Mann.

## Trama
La piccola Lillian Roth, cresce sotto la ferrea guida della madre Katie, una donna ambiziosa che la spinge sin dall’infanzia verso il successo nel mondo dello spettacolo. Il talento di Lillian la porta a diventare una famosa cantante e attrice ma il controllo ossessivo di Katie sulla sua vita e carriera non si affievolisce nemmeno con il passare degli anni. Quando scopre che il suo amico d’infanzia David ha cercato di contattarla, Lillian lo raggiunge e tra i due nasce una profonda storia d’amore. David, avvocato nel settore dell’intrattenimento, riesce a garantirle spettacoli prestigiosi ma il suo rapporto con Katie è segnato da continue tensioni: lui la accusa di sfruttare la figlia per realizzare i propri sogni irrealizzati, mentre Katie teme che un uomo possa distogliere Lillian dal successo. La giovane artista decide di ribellarsi alla madre e pianifica di sposare David ma, in seguito ad una malattia, l'uomo muore e la tragedia sconvolge i suoi progetti e la getta nella disperazione. 
Soffocata dal dolore e dalla pressione materna, Lillian trova rifugio nell’alcol. In un momento di incoscienza, sposa Wallie, un aviatore con cui condivide solo il vizio del bere. Il matrimonio si rivela un disastro e Lillian, ormai schiava della dipendenza, vede la sua carriera sgretolarsi. Dopo il divorzio, conosce Tony Bardeman, anch’egli alcolizzato, e cerca con lui una via d’uscita dal baratro. Ma la relazione peggiora sempre di più, trascinandola in una spirale di sofferenza e violenza. Alla disperata ricerca di un riscatto, Lillian si rifugia a New York e affronta il difficile percorso della disintossicazione. L'incontro con Burt McGuire, un uomo segnato dalla malattia ma forte di spirito, le offre una speranza di cambiamento. Mentre cerca di ricostruire la sua vita, le viene offerta un’opportunità inaspettata per raccontare la sua storia al mondo, comparendo nel programma televisivo "Questa è la tua vita".

## Produzione
La sceneggiatura si basa sull'autobiografia I'll Cry Tomorrow, pubblicata nel 1954, che l'attrice e cantante Lillian Roth aveva scritto insieme a Gerold Frank, riscuotendo un successo planetario. Il libro vendette sette milioni di copie e venne tradotto in venti lingue. Nel marzo 1955 il regista Charles Walters, inizialmente designato come regista del film, abbandonò il progetto perché avrebbe preferito come protagonista del film June Allyson al posto di Susan Hayward e fu sostituito da Daniel Mann.

## Distribuzione
Il film fu presentato in concorso al Festival di Cannes 1956, dove Susan Hayward - nel ruolo di Lillian Roth - vinse il premio per la miglior interpretazione femminile. Capitanata da Maurice Lehmann, la giuria del festival era composta, fra gli altri, dall'attrice Arletty e dal regista Otto Preminger. L'attrice si aggiudicò anche una candidatura al Premio Oscar, ma fu battuta da Anna Magnani che vinse la prestigiosa statuetta per il film La rosa tatuata.

## Riconoscimenti
- 1956 - Premio Oscar
  - Migliori costumi (bianco e nero) a Helen Rose
- 1956 - Festival di Cannes
  - Prix d'interprétation féminine a Susan Hayward